# Jean-Paul Rappeneau
Jean-Paul Rappeneau (Auxerre, 8 de abril de 1932) é um cineasta e cenarista francês.
Ele é o pai do compositor e cantor Martin Rappeneau e do escritor Julien Rappeneau, e ainda o irmão da cenarista Elisabeth Rappeneau.

## Filmografia

### Cineasta
- 1958: Chronique provinciale
- 1966: La Vie de château
- 1971: Les Mariés de l'an II
- 1975: Le Sauvage
- 1982: Tout feu, tout flamme
- 1990: Cyrano de Bergerac
- 1995: Le Hussard sur le toit
- 2003: Bon voyage

### Cenarista
- 1959: Signé Arsène Lupin, de Yves Robert (coescrito com Diego Fabbri e Yves Robert, segundo a obra de Maurice Leblanc)
- 1960: Zazie dans le métro, de Louis Malle (coescrito com Louis Malle, segundo um romance de Raymond Queneau)
- 1962: Le Combat dans l'île, de Alain Cavalier (coescrito com Alain Cavalier)
- 1964: L'Homme de Rio, de Philippe de Broca (coescrito com Daniel Boulanger, Philippe de Broca e Ariane Mnouchkine)
- 1965: La Fabuleuse Aventure de Marco Polo, de Noël Howard e Denys de La Patellière (coescrito com Denys de La Patellière, Noël Howard, Raoul Lévy e Jacques Rémy)
- 1965: Les Survivants, de Dominique Genee (coescrito com Pierre Boileau e Thomas Narcejac) (série TV)
- 1966: La Vie de château (coescrito com Alain Cavalier, Claude Sautet e Daniel Boulanger)
- 1971: Les Mariés de l'an II (coescrito com Daniel Boulanger, Maurice Clavel e Claude Sautet)
- 1973: Le Magnifique, de Philippe de Broca (coescrito com Philippe de Broca, Vittorio Caprioli e Francis Veber)
- 1975: Le Sauvage (coescrito com Jean-Loup Dabadie e Élisabeth Rappeneau)
- 1982: Tout feu, tout flamme (coescrito com Joyce Buñuel e Élisabeth Rappeneau)
- 1990: Cyrano de Bergerac (coescrito com Jean-Claude Carrière, segundo a peça de Edmond Rostand)
- 1995: Le Hussard sur le toit (coescrito com Jean-Claude Carrière e Nina Companéez, segundo o romance de Jean Giono)
- 2003: Bon voyage (coescrito com Gilles Marchand, Patrick Modiano, Julien Rappeneau e Jérôme Tonnerre)

## Nominações e recompensas
- Prêmio Louis-Delluc em 1965 por La Vie de Château
- César do melhor filme em 1991 por Cyrano de Bergerac
- César du melhor diretor em 1991 por Cyrano de Bergerac
- César des César pelo vigésimo aniversário da cerimônia em 1995 por Cyrano de Bergerac
- Nominado ao César do melhor filme em 2004 por Bon voyage
- Nominado ao César do melhor diretor em 2004 por Bon voyage